# Păsărani, Mehedinți
Păsărani este un sat în comuna Grozești din județul Mehedinți, Oltenia, România.